# Kirjunasu
Kirjunasu ist eine unbewohnte Insel, 180 Meter von der größten estnischen Insel Saaremaa entfernt. Die Insel liegt in der Landgemeinde Saaremaa im Kreis Saare. Sie liegt im Kahtla-Kübassaare hoiuala.
Kirjunasu ist 220 Meter lang und zwölf Meter breit.